# 東巴勒斯坦
東巴勒斯坦是美国俄亥俄州哥伦比亚纳县的一個鄉村，位于俄亥俄州和宾夕法尼亚州的边界附近，2020年人口4,761人。
東巴勒斯坦位于诺福克南方铁路沿线，2023年2月3日，鄉村附近发生的火车脱轨事件泄露大量有毒气体氯乙烯。